# Mekar Mukti (Waluran)
Mekar Mukti is een bestuurslaag in het regentschap Sukabumi van de provincie West-Java, Indonesië. Mekar Mukti telt 5078 inwoners (volkstelling 2010).